# Collepietro
Collepietro là một đô thị thuộc tỉnh L'Aquila trong vùng Abruzzo Ý. Đô thị này có diện tích 15 km², dân số 270 người. Các đô thị giáp ranh gồm: Bussi sul Tirino (PE), Capestrano, Navelli, Popoli (PE), San Benedetto in Perillis